# Mistrzowie strongman: Austria
Mistrzowie strongman: Austria - (Stärkster Mann Österreichs) doroczne, indywidualne zawody siłaczy, organizowane w Austrii.

## Mistrzowie
| Rok  | Mistrz        |
| ---- | ------------- |
| 1998 | Ralf Ber      |
| 1999 | nieznany      |
| 2000 | nieznany      |
| 2001 | Ralf Ber      |
| 2002 | nieznany      |
| 2003 | Ralf Ber      |
| 2004 | Ralf Ber      |
| 2005 | nieznany      |
| 2006 | Martin Torker |
| 2007 | nieznany      |
| 2008 | nieznany      |

| Rok  | Mistrz          | Wicemistrz       | Drugi Wicemistrz |
| ---- | --------------- | ---------------- | ---------------- |
| 2009 | Martin Wildauer | Gerhard Trawöger | Michael Votter   |